# Барцрашен (Ширак)
Вижте пояснителната страница за други значения на Барцрашен.
Барцрашен (на арменски: Բանդիվան) е село в Армения, област Ширак, община Исаакян. Според Националната статистическа служба на Армения през 2012 г. общината има 64 жители.

## Демография
Броят на населението в годините 1873–2001 е както следва: